# Palác İshak Paşa
Palác İshak Paşa, též zván Palác Paši İshaka, turecky İshak Paşa Sarayı, se nachází na strmé skále v blízkosti íránské hranice v nejvýchodnějším okrese Turecka Doğubeyazıt v provincii Ağrı. Jeho výstavba trvala 99 let, v letech 1685–1784. V osmanském období stál palác na důležité karavanní Hedvábné stezce.

## Historie

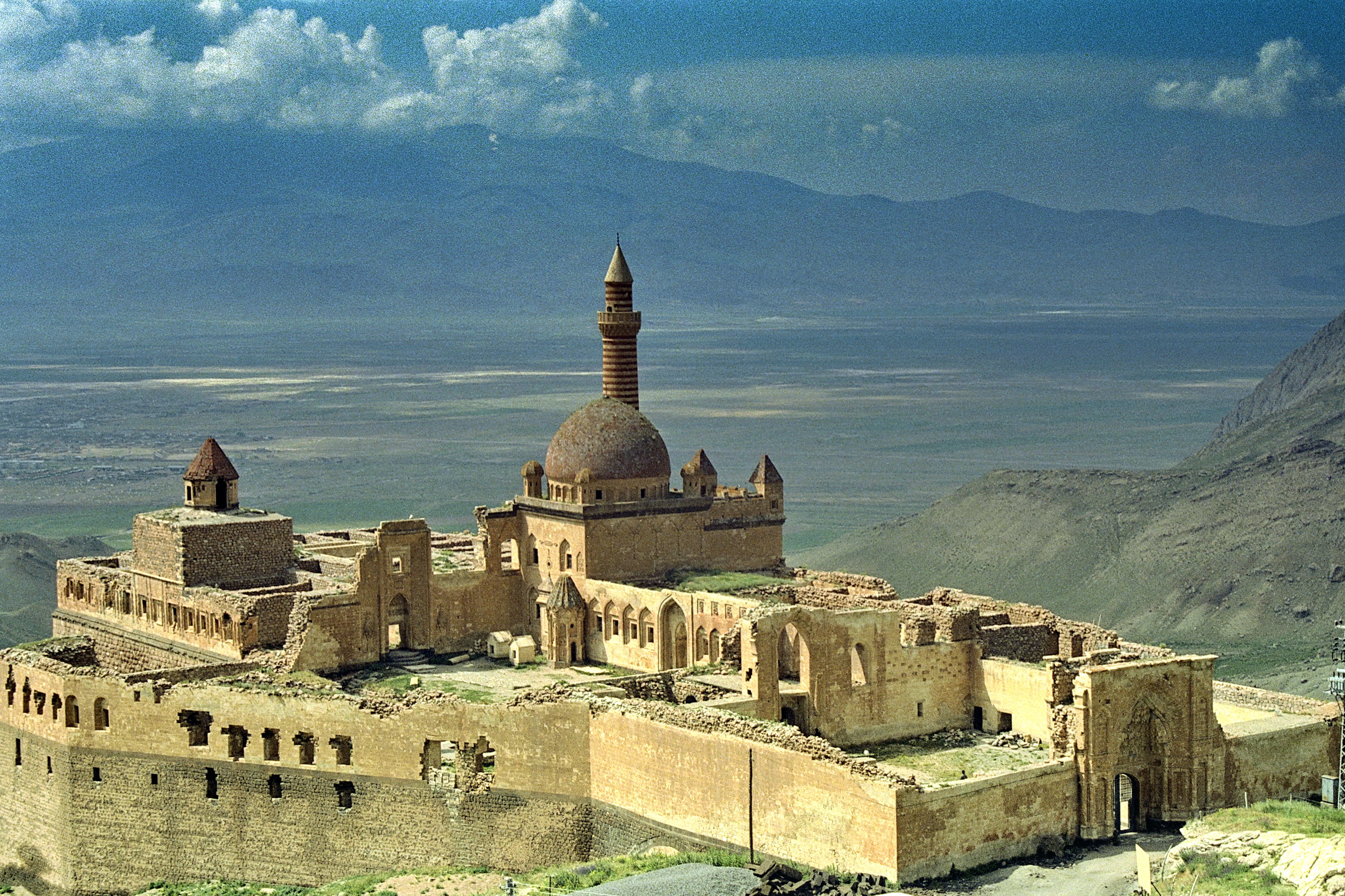
Stav paláce v červnu 1988

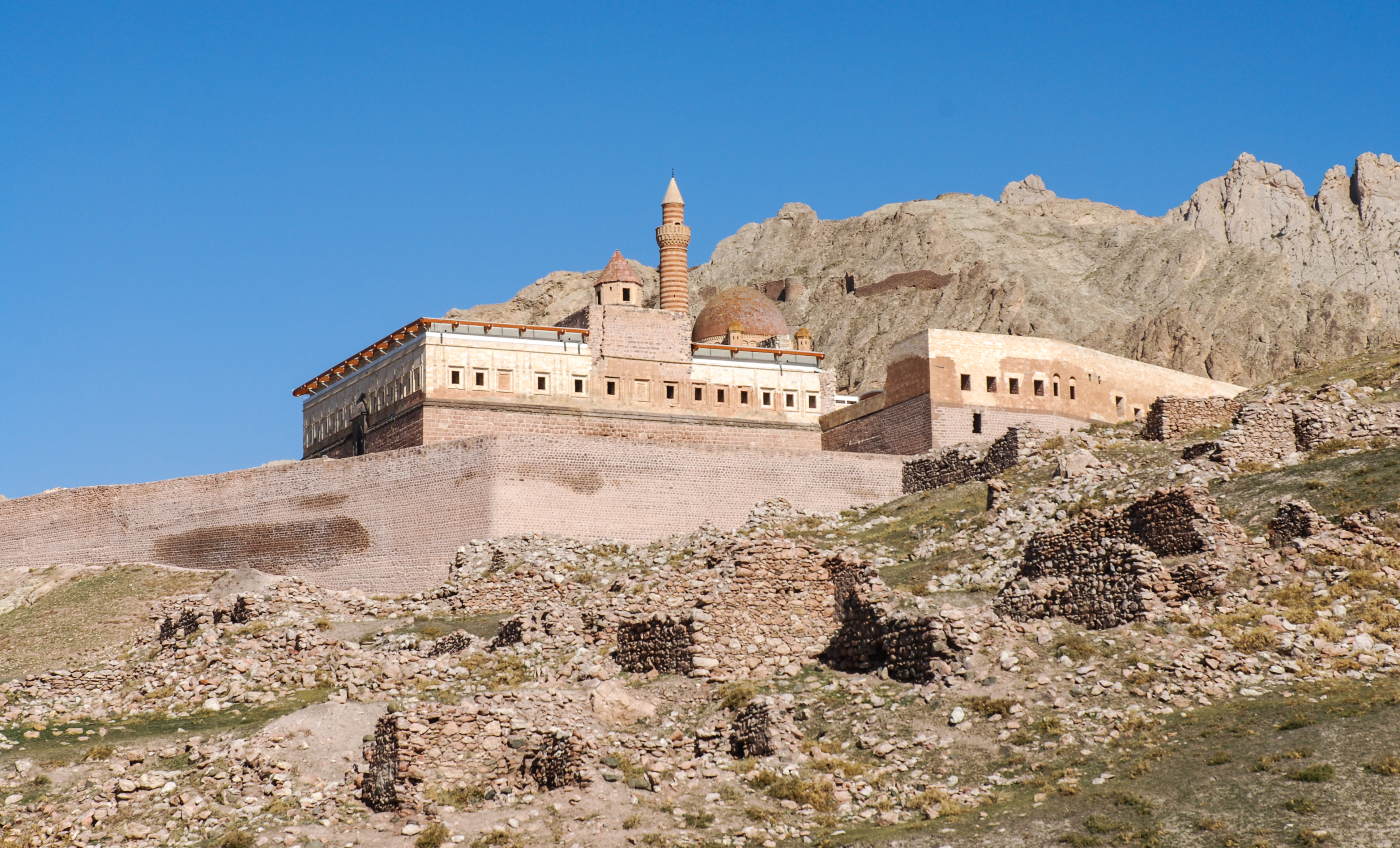
Stav paláce v říjnu 2009

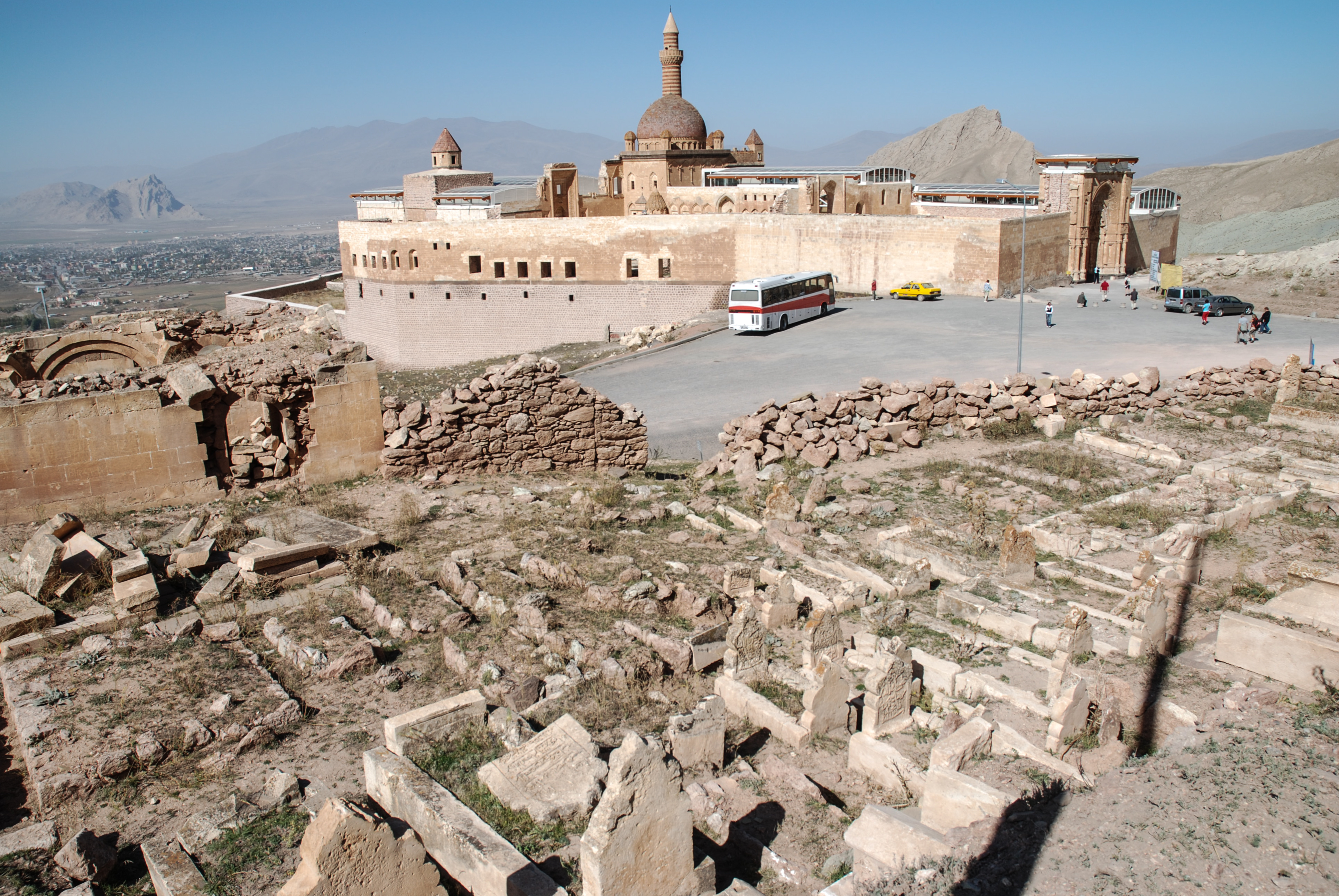
Palác s pohřebištěm v popředí, foto říjen 2009

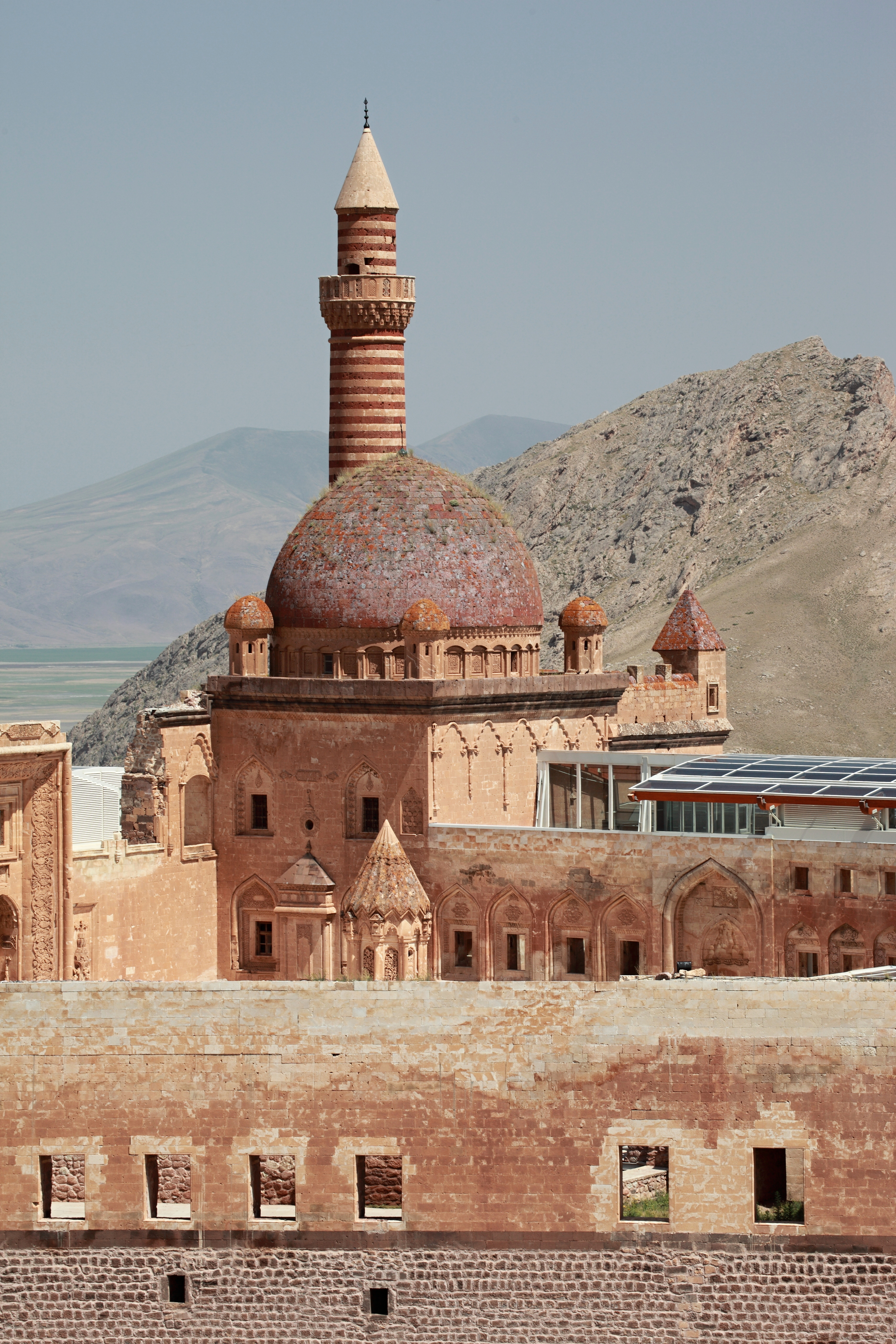
Stav mešity v červenci 2011

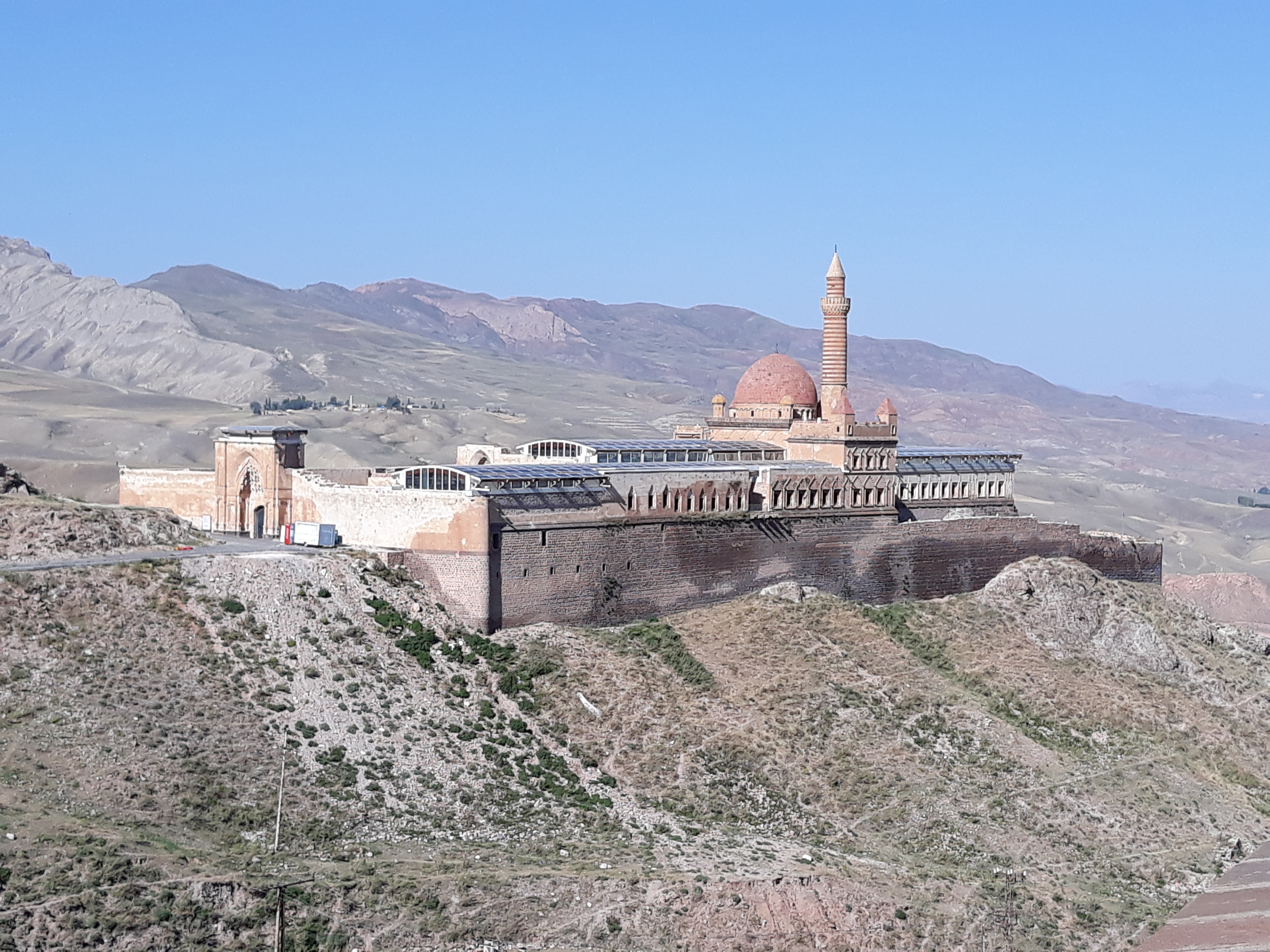
Stav paláce v srpnu 2018

Archeologický výzkum vedený západně od pevnosti Doğubayazıt odhalil některé kamenné nálezy pocházející až z období Urartu. Proto se obvykle předpokládá, že nejstarší osídlení oblasti sahá do doby kolem roku 800 př. n. l. Oblast Doğubayazıt se stala součástí Osmanské říše v roce 1514.
Stavba paláce začala kolem roku 1685 na příkaz paši Çolaka Abdi. Stavební práce, které probíhaly v terénu náhorní plošiny, postupovaly pomalu. Na výstavbu dohlížely generace rodu Çildıroğulları. Jedním z následných členů rodu byl paša İshak. Paša z další generace potomků, rovněž jménem İshak, dokončil dlouhý proces výstavby paláce. Datum dokončení je dáno nápisem umístěným nad portálem do harému. Poskytuje islámský rok 1199, což odpovídá roku 1784–1785 gregoriánského kalendáře. V době výstavby paláce se rozrůstalo i město v rovině pod ním.
Předpokládá se, že posledním pašou z dynastie Çildıroğulları, který obýval celý palác, byl Mahmut. Byl jediným členem rodiny, jehož hrobka se nachází v pohřební komoře pod nádvořím paláce. Datum jeho úmrtí je na náhrobku nečitelné, ale již je známo, že zemřel v roce 1805. Jeho nástupce Behlül přestěhoval své sídlo z paláce do nedaleké pevnosti. Bydlel tam během deváté rusko-osmanské války, kdy v roce 1828 Rusové palác obsadili. Ruská okupace zde trvala jeden rok, ale i během tohoto relativně krátkého času byla velká část dřevěné konstrukce paláce zničena. Pozlacené dveře harému, stejně jako dokumenty z knihovny paláce, byly vydrancovány a odvezeny do Ruska.
V roce 1840 vážně poškodilo palác i pevnost zemětřesení. Do roku 1860 byly některé místnosti obnoveny, ale v roce 1877 vypukla další, jedenáctá rusko-osmanská válka. Palác sloužil jako vojenský kryt a byl znovu poškozen. Tentokrát Rusové oblast okupovali až do první světové války a palác používali jako vojenskou základnu. Objekt poškodila i střelba, když se mezi ruskými a tureckými vojenskými jednotkami bojovalo o město.
V počátcích Turecké republiky sloužil palác jako správní centrum pro provincii Ağrı a okres Bayazıt. V roce 1926 se správa provincie přestěhovala do města Ağrı a správa okresu Bayazıt též změnila své působiště. Poté byl palác až do roku 1937 využíván jako vojenské stanoviště jednotky kavalírů. Do počátku třicátých let 20. století obklopovalo palác město, které se nazývalo Eski (Starý) Bayazıt, původně arménská osada. Bylo zbořeno tureckou armádou po kurdském povstání, známém také jako Araratské povstání, v roce 1930. V následujícím období byl palác dále poškozován, když byly z jeho zdí odstraňovány kamenné bloky jako stavební materiál pro okolní sídla.

## Archeologický výzkum
Prvním západním návštěvníkem paláce byl francouzský diplomat, akademik a orientalista Pierre Amédée Jaubert. Jeho pobyt v místě však nebyl dobrovolný, neboť byl v paláci ve sklepní kobce čtyři měsíce vězněn. Jaubert byl Napoleonovým poradcem, který byl v roce 1805 poslán na misi do Persie, aby hledal spojenectví se šáhem Fat'h Alimem. Byl zajat a uvězněn ještě předtím, než se dostal do Persie a byl propuštěn až po smrti paši z Doğubeyazıtu, Mahmuta. Poté napsal cestopis z této mise pod názvem Voyage en Arménie et en Perse (česky Cesta do Arménie a Persie). Tato kniha, vydaná v roce 1821, umožnila učencům určit datum Mahmutovy smrti. Byl to převratný objev, protože Mahmut byl posledním pašou, který žil v paláci İshak Paşa. Kniha navíc obsahovala i náčrt paláce.
V roce 1830 navštívil palác francouzský historik, architekt a archeolog Charles Texier. S obdivem referoval o architektuře a vybavení paláce, zejména o přijímací místnosti. Po jeho návštěvě následovaly další evropské cestopisné zprávy, včetně té, kterou v roce 1838 připravil britský konzul v Erzurumu. V první polovině 20. století se objevily podrobnější popisy pocházející od tureckých autorů. První zpráva v turečtině byla z roku 1928 od Yusufa Mazhar Beye a obsahovala tři fotografie a několik náčrtů. Ty ukázaly, že palác byl tehdy ve špatném stavu. Mazhar Bey porovnal palác İshak Paşa s palácem Topkapı v Istanbulu, zatímco jiný turecký autor, Ali-Salm Ülgen, našel určité paralely s Novým palácem v Edirnee.
V roce 1956 zahájil úřad turecké památkové ochrany první systematický průzkum paláce. Konstrukce byly změřeny a byla zpracována výkresová dokumentace. Ředitel úřadu Mahmut Akok vydal v roce 1960 o činnosti podrobnou zprávu. Následovaly čisticí práce objektu a v roce 1966 byly dokončeny opravy východní a jižní obvodové zdi. Další výzkumy byly provedeny v letech 1978–1979 a o tři roky později byla o paláci autorem Yükselem Bingölem sepsána monografie. Některé drobné renovace byly prováděny až do roku 1984.
V roce 1992 zahájilo ministerstvo kultury rozsáhlý program obnovy paláce. Ne vše šlo přesně tak, jak bylo naplánováno a v roce 1994 došlo k několika zásadním revizím plánu obnovy. Stěny, které byly dříve doplněny betonem, byly odstraněny a nahrazeny vhodnější vápennou maltou a přírodními kameny z terénu. Zvýšené stěny části harému byly opětným zmenšením přizpůsobeny na původní velikost. Nakonec byly všechny části tohoto úseku, s výjimkou obřadní síně, zastřešeny plechovou střechou nesenou na dřevěné konstrukci. Renovace, čištění a rekonstrukce trvaly do roku 2004. V roce 2000 byl palác zapsán na Předběžný seznam světového dědictví UNESCO.
V roce 2004 bylo zjištěno, že nesprávně vložené ocelové kotvy vedly k poškození vnějších stěn. Navíc musely být utěsněny praskliny ve zdech mešity. Bylo také zjištěno, že konstrukční části ochranné střechy nebyly dostatečně pevné, aby unesly váhu střechy, když byla pokryta sněhem. Pouhé tři roky po dokončení rekonstrukce byl vyhlášen další projekt. Výsledkem výběrového řízení byl překvapivě vybrán stejný dodavatel, který zpackal předchozí proces restaurování.
Nejdůležitější změnou poslední rekonstrukce bylo postavení nové střešní konstrukce nad palácem. V roce 2009 byla pro zastřešení některých částí paláce instalována valeně klenutá dřevěná a skleněná konstrukce. Rozkládá se na ploše 3 000 metrů čtverečních a byla postavena na nosníku ze sibiřského smrkového dřeva. Krytí zajišťuje tvrzené, filtrované sklo, které izoluje budovy komplexu od deště, sněhu a tepelných vlivů. I toto nejnovější řešení bylo kritizováno, protože mění estetické vnímání historické budovy.

## Popis
Palác byl postaven na uměle zarovnané plošině v nadmořské výšce 1 935 metrů. Stavba je uspořádána podél osy východ–západ. Efektu roviny bylo dosaženo vytvořením suterénu pod částí stavby. Sklep dosahuje v nejhlubším místě 15 metrů. Základy paláce byly postaveny na skalnatém a tvrdém podloží. Tři strany kopce – sever, západ a jih – jsou velmi strmé a vhodný přístup je pouze z východu, kde se nachází jediný vchod. Palác má nepravidelný tvar a jeho rozměry jsou přibližně 115 x 50 metrů.
Vzhledem k poloze v pohraničí je architektura paláce kreativní směsí seldžuckých, osmanských, perských, arménských a gruzínský stavebních stylů. Na stavbu bylo použito šest různých druhů místního kamene. Dekorace paláce jsou převážně kamenné řezby, představující květinové motivy, geometrické tvary a arabesky. Bylo použito i dřevo, zejména na střešní konstrukci a sloupy, ale většina původní dřevěné krytiny byla odstraněna. Dřevo bylo také použito jako dekorativní materiál na stavbu konzol, které podpíraly balkon v jedné z místností v pánské části paláce. Podle údajů Nurgün Erdin a Kamile Tırak zde zdobily trámy trojrozměrné dřevěné sochy, které v tureckém umění mají symbolický význam. Postavy představovaly člověka, lva a orla. To vše se však nedochovalo. Bývaly zde též pozlacené dřevěné dveře paláce, které byly za ruské nadvlády na začátku 19. století odvezeny a nyní jsou vystaveny v muzeu Ermitáž v Petrohradě.

## Části paláce
Palácový komplex se skládá ze dvou nádvoří, ze kterých se vchází do mnoha místností a dalších staveb. Návštěvníci se nejprve dostanou na vnější nádvoří (birun), které bylo v minulosti otevřeno pro obchodníky a hosty. Vnitřní nádvoří (enderun) je přístupné z nádvoří prvního přes gigantický portál. Třetí částí paláce je harém, do kterého se vstupuje další, bohatě zdobenou bránou. Plán paláce sleduje vzor tradičního tripartitního dělení osmanských budov. Podle Yüksela Bingöla se palác rozkládal na 7 600 metrech čtverečních a původně čítal 366 místností.

### Vnější/první nádvoří (birun)

#### Vstupní portál
Portál je postavený z broušených kamenných bloků a vykazuje rysy seldžuckého umění s výzdobou muqarnas.

#### Nádvoří
První nádvoří se nedochovalo v dobrém stavu, protože některé jeho stavby byly zničeny. Má rozměry 50 x 30 metrů a je obklopeno strážnicemi a skladovacími prostory. Vchod do suterénu a sklepení paláce je umístěn v pravém (severním) rohu. Na východní straně je zdobená fontána a několik soukromých komnat. Tři malé místnosti u obvodové zdi na severní straně portálu byly pravděpodobně toalety. V podlouhlých budovách na severní a jižní straně byly umístěny stáje a pokoje pro služebnictvo.
Účel vnějšího nádvoří odpovídal účelu prvního nádvoří paláce Topkapi. Zde se řešily každodenní záležitosti mezi obchodníky a místními vládci. Ve skladech bylo uskladněno dřevo, obilí, koňské povozy a výzbroj. Brána portálu se denně otvírala při prvním modlitebním volání a zavírala nejpozději o půlnoci.

### Vnitřní/druhé nádvoří (enderun)

#### Portál
Druhý portál je rovněž impozantních rozměrů, ale řešen je jednodušeji. Nachází se na protější stěně hlavního vchodu, nikoliv však přesně ve stejné ose.

#### Nádvoří
V prostoru druhého nádvoří vybíhá jižní obvodová zeď směrem ven a rozšiřuje areál paláce. Druhé nádvoří o rozměrech 35 x 20 metrů je působivější než to první. Tato část byla k dispozici pouze pro obyvatele paláce. Nad severním nárožím byly postaveny mešita a medresa, u jižní stěny jsou umístěny služebny a stáje. Na východě po obou stranách vchodu stojí dvoupatrové strážnice.

#### Selamlík

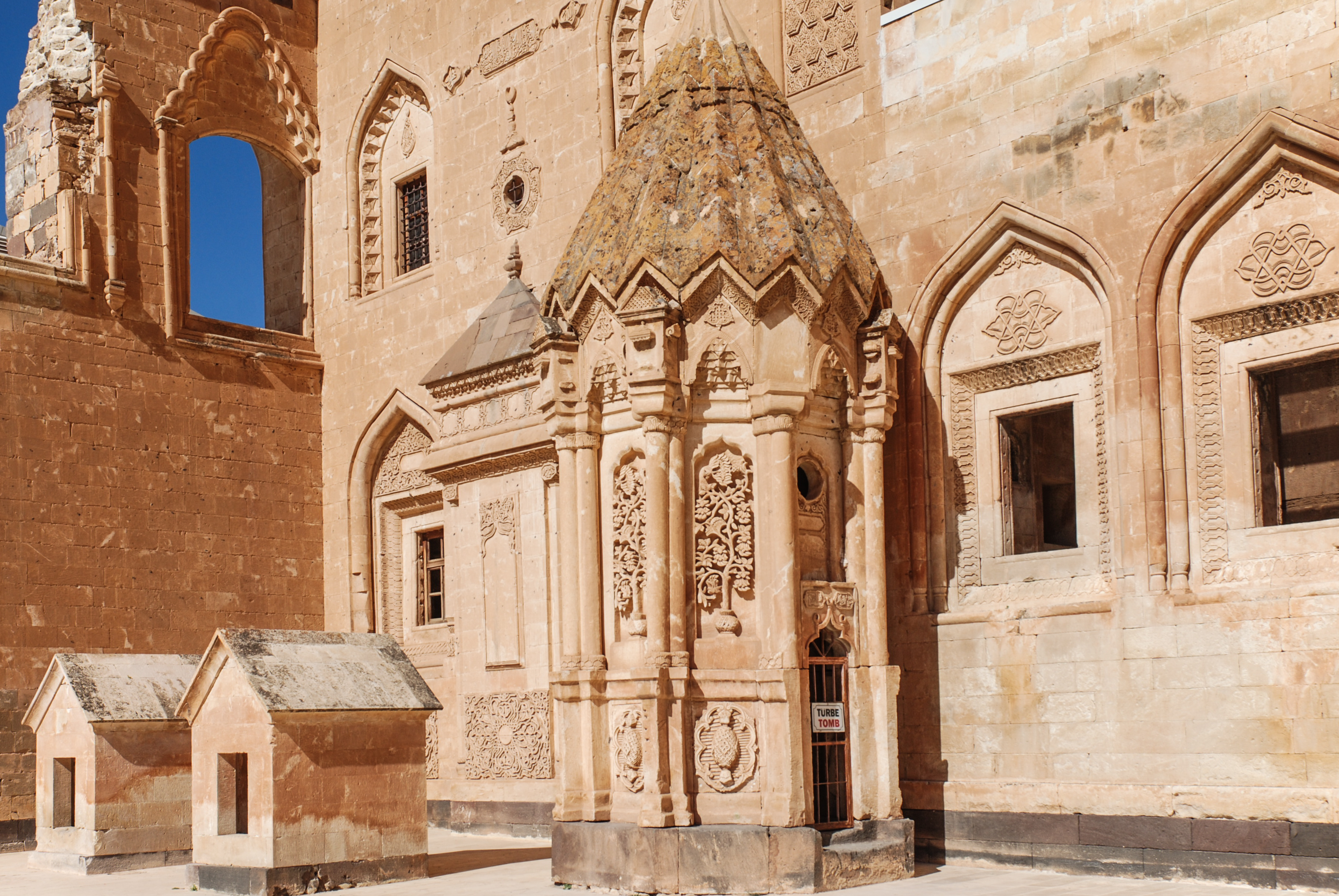
Kümbet, vlevo dvě kamenné budky (větrací otvory pohřební místnosti dynastie Çildıroğulları), foto říjen 2009

Severní část nádvoří je vyšší než jižní. Na této straně je prostor ohraničen širokým průčelím mešity a selamlíkem. Tato pánská část, která se až na původní střechu zachovala, sestává z několika místností, kde muži bydleli, pracovali a přijímali hosty. V jedné z místností byla knihovna imáma. Vstup do selamlíku je portálem v severní stěně. Je lemován přes dva metry vysokými dvojitými sloupy, které nesou špičatou klenbu ve stylu muqarnas.
Za portálem nad sedmistupňovým schodištěm se nachází předsíň s valenou klenbou. Vedle ní vpravo je prostorná místnost zvaná Nádvoří vítání, kde paša přijímal hosty. Chodba začínající na levé straně předsíně vede do mešity a přilehlých místností. Přijímací místnost měří 19 x 8 metrů. Podle popisu Charlese Texiera byl její strop vymalován motivy ptáků a výklenky zdobily na skleněných panelech malby s květinovými vzory. Později se strop zřítil v důsledku ruského bombardování a zachovaly se pouze klenuté stropy chodeb. Podlaha byla položena z čedičových bloků. Na západním konci přijímací haly se nachází bufetový výklenek (şerbetlík). Jedna z místností byla vybavena balkonem podepřeným dřevěnými trámy.

#### Kümbet
Těsně před severní zdí druhého nádvoří je u stěny mešity malé mauzoleum seldžuckého stylu – kümbet. Jedná se o štíhlou osmibokou bohatě zdobenou věž s kuželovou střechou.

#### Pohřebiště dynastie Çildıroğulları
Na východní straně za dvanáctistupňovým sestupujícím schodištěm se nachází klenutá místnost o rozměrech zhruba 5 x 2,5 metru. Je to pohřebiště členů dynastie Çildıroğulları. Dvě kamenné budky na nádvoří jsou větracími otvory pro tuto pohřební komoru.

#### Mešita

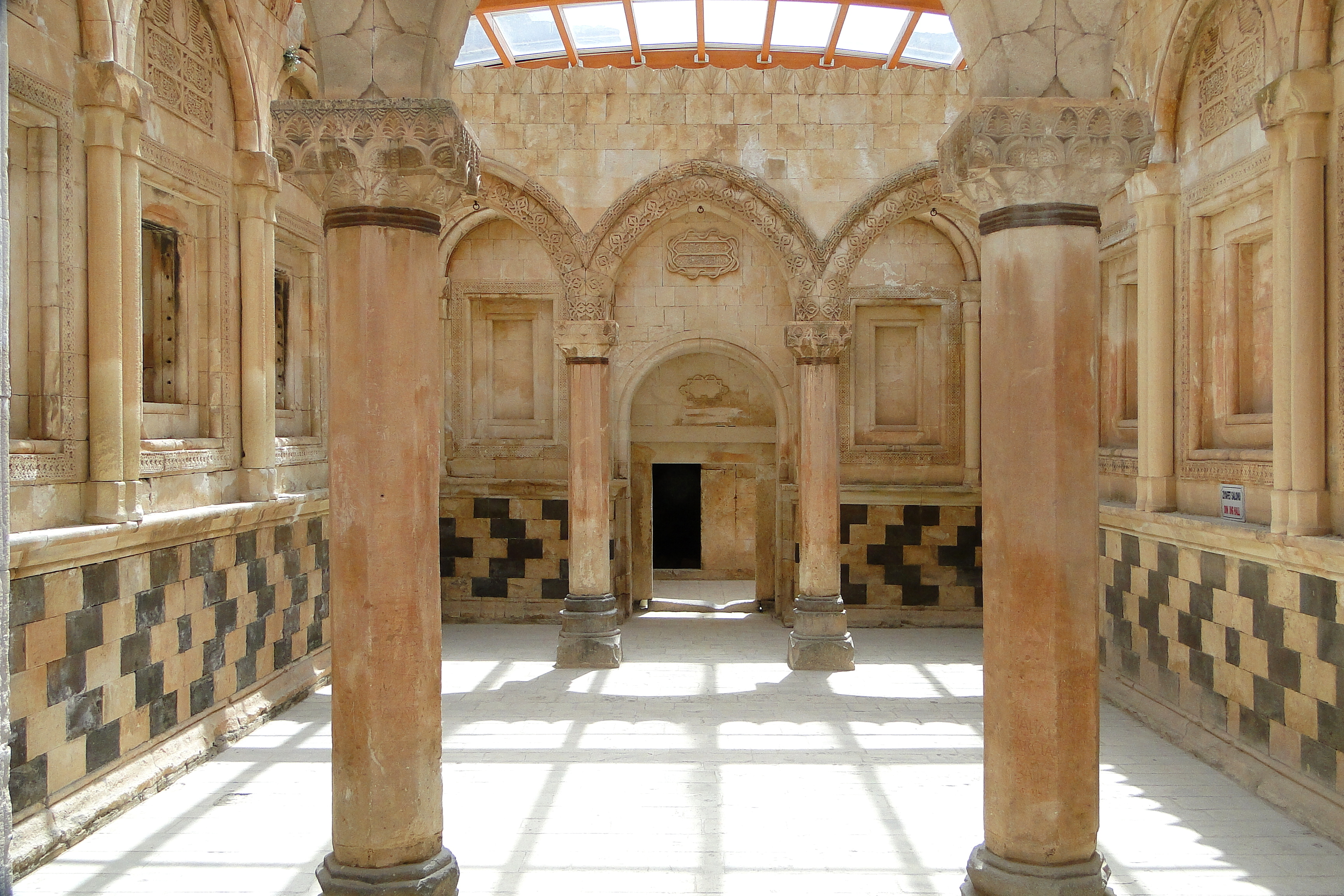
Salon (muayede salonu), největší místnost harému, foto červen 2011

Mešita na druhém nádvoří zaujímá prostor mezi otevřeným prostranstvím uprostřed a severní obvodovou zdí. Má jeden minaret s balkonem. Minaret má kruhový půdorys a byl postaven se střídajícími se vrstvami červeného a světlého kamene. Čtvercová modlitebna na jihu je klenutá vysokou kupolí o vnitřním průměru osm metrů. Uvnitř kupole jsou patrné stopy ornamentální malby. Modlitebna má sloupovou galerii pro ženy. Interiér mešity je vyzdoben reliéfy, včetně stromů života. Budova mešity byla obnovena s pečlivě osazenými světle růžovými kamennými bloky.
Místnost za severní stěnou a galerií modlitebny, a s ní spojenou třemi širokými dveřmi, se nazývá son cemaat yeri. Sloužila jako rozšířená modlitebna pro ty, kteří přišli na obřad pozdě. Když modlitby skončily, byl tento prostor využíván jako učebna medresy.

### Harém
Vysoký ornamentální portál uprostřed západní stěny druhého nádvoří vede do dlouhé rovné chodby do harémové části. Portál zdobí reliéfy představující vinnou révu, zvířata, ovoce a květiny. Tato soukromá část paláce je nejzápadnější částí komplexu. Měří 36 x 43 metrů a ze tří stran ji obklopují zahrady (hasbahçe). V této části paláce je mnoho místností s kamennými krby, vanami a toaletami, a také kuchyně. Vzduchovody vedoucí podél zdí, nalezené v mnoha místnostech paláce, naznačují, že zde pro pohodlí obyvatel bylo instalováno ústřední topení. Byla k dispozici i tekoucí voda a kanalizace. Přestože se horní patra harémové části nedochovala, některé strukturální stopy naznačují existenci nejen druhého patra, ale i menšího třetího patra. Snímky Charlese Texiera ukazují, že harém měl dvě patra a byl zastřešen plochou střechou.
Jižně od vstupní chodby se nacházela prostorná dvoupatrová kuchyně (darüzziyafe). Měla ve zdi otvor, kterým se jídlo podávalo v chodbě, orientované na sever–jih. Dva kulaté oblouky nad mohutnými pilastry podpírají plochou střechu kuchyně, v jejímž středu stojí osmiboká lucerna s jehlancovou střechou – řešení, které se vrací k seldžuckým modelům. Vedle kuchyně byly tři místnosti pro kuchaře. Dvě z nich obsahují bazény postavené z broušených kamenů. Je možné, že se tam pod vodou skladovaly potraviny podléhající zkáze.
Nedaleko se nachází relativně malá část hamam, která sestávala z vany a převlékárny. Největší místností harému byl salon (muayede salonu) umístěný uprostřed a přístupný portály z východní a západní strany. Ze všech místností paláce získal tento nejpropracovanější design. Představuje směs stylů se seldžuckým kamenickým opracováním, arménskými květinovými reliéfy a hlavicemi sloupů v gruzínském stylu. Spodní části zdí byly postaveny z černých a bílých kamenných bloků, aby vytvořily šachovnicový efekt. Před dvěma úzkými stranami východozápadně orientované místnosti podpírala osmiboká dvojice sloupů tři špičaté oblouky a horní část stěny.